# L'avenir (pel·lícula)
L'avenir és una pel·lícula francesa estrenada en 2016, escrita i dirigida per Mia Hansen-Løve i protagonitzada per Isabelle Huppert. El rodatge va començar el 22 de juny de 2015 a París. Va ser seleccionada per a competir per l'Os d'Or al 66è Festival Internacional de Cinema de Berlín. A Berlín, Hansen-Løve va guanyar l'Os de Plata a la millor direcció. Ha estat doblada al català.

## Sinopsi
Nathalie és una professora de filosofia que fa classes a un institut de París. Ella viu amb els seus dos fills i el seu marit. A més, s'encarrega de cuidar a la seva mare, que cau malalta constantment.
Les coses canvien quan ella torna a trobar-se amb un exalumne, que està escrivint un llibre sobre les idees de la filosofia i sobre el que està dins d'ella. Encara que el seu treball l'entusiasmi i reparteix temps per a estar amb la seva família, molt aviat els seus fills descobreixen que el seu pare té una aventura amb una altra dona i li demanen a aquest que decideixi amb qui quedar-se. El marit de Nathalie decideix anar-se amb la seva amant i continuar amb una altra vida.
Més tard, la mare de Nathalie mor i els seus fills grans ja són capaços de formar les seves famílies i ser independents. Això serà només el primer d'una sèrie de grans canvis que obligaran a Nathalie a reinventar la seva vida d'un dia per a un altre.

## Repartiment
- Isabelle Huppert com Nathalie Chazeaux.
- André Marcon com Heinz.
- Romano Kolinka com Fabien.
- Édith Scob com Yvette.
- Sarah Le Picard com Chloé.
- Solal Forte com Johann.
- Élise Lhomeau com Elsa.
- Lionel Dray com Hugo.
- Grégoire Montana com Simon.
- Lina Benzerti com Antonia.
- Guy-Patrick Sainderichin com l'editor.
- Yves Heck com Daniel.
- Rachel Arditi com Amélie.
- Charline Bourgeois-Tacquet com a responsable d'Editions Cartet.
- Larissa Guist com Ruth.
- Linus Westheuser com Linus.
- Clemens Melzer com Clemens.
- Marion Ploquin (infermera).

## Producció
Mia Hansen-Løve va declarar que havia escrit el guió tenint molt clar que la protagonista, Nathalie, havia de ser encarnada per Isabelle Huppert. També va admetre que el caràcter de Nathalie era molt semblant al de la seva mare, en aquell temps professora de Filosofia en un institut, i que també es va separar del seu marit.

## Resposta crítica
L'avenir va rebre comentaris molt positius de la crítica. Al lloc web Rotten Tomatoes va fer a la pel·lícula un índex d'aprovació del 100%, basant-se en 26 revisions, amb una puntuació mitjana de 8.2/10. A Metacritic, web que assigna un índex normalitzat de 100 a les revisions dels crítics, la pel·lícula va rebre una puntuació mitjana de 88, basant-se en 6 revisions.

## Nominacions i premis
| Llista de premis i nominacions              | Llista de premis i nominacions | Llista de premis i nominacions                                     | Llista de premis i nominacions    | Llista de premis i nominacions | Llista de premis i nominacions | Llista de premis i nominacions |
| Premi                                       | Data de cerimònia              | Categoria                                                          | Receptor(s)                       | Resultat                       | Ref(s)                         |                                |
| ------------------------------------------- | ------------------------------ | ------------------------------------------------------------------ | --------------------------------- | ------------------------------ | ------------------------------ | ------------------------------ |
| Austin Film Critics Association             | 28 de desembre de 2016         | Millor pel·lícula en llengua estrangera                            | L'avenir                          | Nominat                        | [ 12 ]                         |                                |
| Festival Internacional de Cinema de Berlín  | 21 de febrer de 2016           | Millor director                                                    | Mia Hansen-Løve                   | Guanyador                      | [ 13 ]                         |                                |
| Festival Internacional de Cinema de Berlín  | 21 de febrer de 2016           | Os d'Or                                                            | Mia Hansen-Løve                   | Nominat                        | [ 13 ]                         |                                |
| Boston Society of Film Critics              | 11 de desembre de 2016         | Millor actriu                                                      | Isabelle Huppert (també per Elle) | Guanyador                      | [ 14 ]                         |                                |
| Boston Society of Film Critics              | 11 de desembre de 2016         | Millor pel·lícula estrangera                                       | L'avenir                          | Participant                    | [ 14 ]                         |                                |
| Festival Internacional de Cinema de Chicago | 22 d'octubre de 2016           | Hugo d'Or                                                          | Mia Hansen-Løve                   | Nominat                        | [ 15 ]                         |                                |
| Premis Dorian                               | 26 de gener de 2017            | Pel·lícula de l'Any en llengua estrangera                          | L'avenir                          | Nominat                        | [ 16 ]                         |                                |
| Dublin Film Critics' Circle                 | 17 de desembre de 2016         | Millor actriu                                                      | Isabelle Huppert                  | Nominat                        | [ 17 ]                         |                                |
| IndieWire Critics Poll                      | 19 de desembre de 2016         | Millor actriu                                                      | Isabelle Huppert                  | 10è lloc                       | [ 18 ]                         |                                |
| Festival de Cinema de Jerusalem             | 17 de juliol de 2016           | Premi The Wilf Family Foundation - Millor pel·lícula internacional | Mia Hansen-Løve                   | Nominat                        |                                |                                |
| London Film Critics' Circle                 | 22 de gener de 2017            | Actriu de l'any                                                    | Isabelle Huppert                  | Guanyador                      | [ 19 ]                         |                                |
| London Film Critics' Circle                 | 22 de gener de 2017            | Pel·lícula estrangera de l'any                                     | L'avenir                          | Nominat                        | [ 19 ]                         |                                |
| Los Angeles Film Critics Association        | 4 de desembre de 2016          | Millor actriu                                                      | Isabelle Huppert (també per Elle) | Guanyador                      | [ 20 ]                         |                                |
| National Society of Film Critics            | 7 de gener de 2017             | Millor actriu                                                      | Isabelle Huppert (també per Elle) | Guanyador                      | [ 21 ]                         |                                |
| National Society of Film Critics            | 7 de gener de 2017             | Millor pel·lícula en llengua estrangera                            | L'avenir                          | 3r lloc                        | [ 21 ]                         |                                |
| New York Film Critics Circle                | 1 de desembre de 2016          | Millor actriu                                                      | Isabelle Huppert (també per Elle) | Guanyador                      | [ 22 ]                         |                                |
| Prix Louis-Delluc                           | 14 de desembre de 2016         | Millor pel·lícula                                                  | Mia Hansen-Løve                   | Nominat                        |                                |                                |